# Stewart Downing
Stewart Downing (født 22. juli 1984 i Middlesbrough, England) er en engelsk fodboldspiller, der spiller som kantspiller hos den engelske klub Middlesbrough. Han har tidligere spillet for blandt andet Liverpool, West Ham og Aston Villa.

## Landshold
Downing står (pr. april 2018) noteret for 35 kampe for Englands landshold, som han debuterede for den 9. februar 2005 i et opgør mod Holland. Senere blev han af landstræner Sven-Göran Eriksson udtaget til VM i 2006 i Tyskland. Downing og resten af England nåede turneringens kvartfinaler.

## Titler
Carling Cup
- 2004 med Middlesbrough F.C.